# Midden-Drenthe
Midden-Drenthe este o comună în provincia Drenthe, Țările de Jos. 

## Localități componente
Balinge, Beilen, Bovensmilde, Brunsting, Bruntinge, Drijber, Elp, Eursinge, Garminge, Hijken, Hijkersmilde, Holthe, Hoogersmilde, Hooghalen, Laaghalen, Laaghalerveen, Lieving, Makkum, Mantinge, Nieuw-Balinge, Oranje (Drenthe), Orvelte, Smalbroek, Smilde, Spier, Terhorst, Westerbork, Wijster, Witteveen, Zuidveld and Zwiggelte.